# Sustancia negra
La sustancia negra (Substantia nigra en Latín, también conocida como locus niger) es una porción heterogénea del mesencéfalo, y un elemento importante del sistema de ganglios basales (aunque no se la considere como un núcleo basal como tal).

## Parte compacta y grupos dopaminérgicos adyacentes

### Anatomía
La parte compacta contiene neuronas que en el ser humano se tiñen de negro con el pigmento neuromelanina que disminuye con la edad. La parte compacta se divide normalmente en piso ventral y piso dorsal; este último es calbindina positivo. El piso dorsal A9 está unido a un conjunto que comprende además a A8 y A10. Las neuronas de la parte compacta reciben señales inhibitorias de los axones colaterales de las neuronas de la parte reticulada. Los axones dopaminérgicos inervan también otros elementos del sistema de ganglios basales incluyendo el pallidum medial la parte reticulada de la sustancia negra y el núcleo subtalámico.

### Funciones
La función de las neuronas dopaminérgicas en la parte compacta de la sustancia negra es compleja, y parece relacionada con el aprendizaje.

### Patología
La neurodegeneración de las neuronas pigmentadas en esta región es la principal patología que señala la enfermedad de Parkinson. Existe incertidumbre sobre la causa que desencadena estos procesos patológicos, en los que se puede hallar un daño de carácter irreversible con muerte neuronal, así como la subsiguiente desregulación de la producción de dopamina neuronal.

## Parte reticulada y laterales

### Anatomía
En la parte reticulada y lateral la densidad de neuronas es mucho menor que en la compacta (también se conoce a estas regiones como parte difusa). Sus dendritas así como el pálido están preferentemente perpendiculares a las aferencias estriadas.

### Funciones
Las neuronas de la parte reticulada son marcapasos que generan rápidos potenciales de acción en ausencia de entrada sináptica. En primates descargan una tasa media de 68 Hz en contraste con las neuronas dopaminérgicas (menos de 8 Hz). Estas neuronas tienen una zona específica del núcleo ventral anterior desde donde se envía axones que llegan a la corteza oculomotora y frontal. Esta parte está relacionada con la orientación y la oculomoción.

### Patología
El funcionamiento de las neuronas de la parte reticulada está profundamente alterada en el parkinsonismo y la epilepsia.